# John Garae
Presley John Garae (5 aprile 1983) è un ex calciatore vanuatuano, di ruolo portiere.

## Carriera

### Club
Ha sempre giocato nella prima divisione di Vanuatu. In carriera ha anche giocato 2 partite nella OFC Champions League.

### Nazionale
Ha debuttato in Nazionale il 6 giugno 2001, in Isole Cook-Vanuatu (1-8). Ha partecipato, con la Nazionale, alla Coppa d'Oceania 2000 e alla Coppa d'Oceania 2002. Ha collezionato in totale, con la maglia della Nazionale, 10 presenze e 17 reti subite.

## Palmarès

### Club

#### Competizioni nazionali
- Campionato vanuatuano di calcio: 7

Tafea: 2001, 2002, 2003, 2004, 2005, 2006, 2012-2013